# 北川米彦
北川 米彦（きたがわ よねひこ、1931年6月9日  - ）は、日本の声優、俳優、ナレーター。東京府（現・東京都）出身。青二プロダクション所属で、創立メンバーの1人でもある。旧芸名は北川 国彦。

## 来歴
若い頃から舞台役者志望であり、法政大学入学後は演劇部に所属。そこで劇作家である黒川敏郎脚本の『泥舟』を上演したことが縁で、大学を中退し黒川主宰の劇団『未来座』に参画した。
その後は劇団泉座、浅草東洋劇場などを経て、1969年4月、青二プロダクション（青二プロ）の設立に参加。
1984年、青二プロ内で後進育成のため開校したばかりの青二塾の東京校塾長に就任。長年にわたり数多くの新人を育成した。2018年3月に塾長を退任し、同年4月からは名誉塾長に就任している。

## 人物・エピソード
音域はA〜H。独特のしわがれ声が印象的。野太いサビの効いた声を活かし、悪役から父親役まで幅広い役を演じる。
『キン肉マン』では委員長や悪魔将軍など複数の役を兼任。『海のトリトン』ではナレーションを担当。かつては東北電力のラジオCMを約20年間にわたり務めた。
趣味はゴルフ、ドライブ。特技はスキー。資格・免許は普通自動車免許。
青二塾の塾長は、当初務める予定だった久松保夫が開校直前に急逝したため、青二プロ社長（当時）の久保進に頼まれたことで務めることとなった。当初は現役一本にこだわっていたため乗り気でなかったが次第に後進育成を本命と位置づけるようになったといい、後に久保を「生き方を変えるきっかけを作った師」として黒川敏郎と共に挙げている。

## 出演

### テレビドラマ
- 少年ジェット（1959年） - 赤竹伝兵衛
- 月光仮面（1959年） - 西川＝どくろ仮面 ※第5部
- 鉄腕アトム (実写版)（1959年） - 田鷲警部（第二部、第三部）
- 天衣無縫（1964年）
- 太閤記（1965年1月 - 12月、NHK） - 幸市之丞
- 特別機動捜査隊
  - 第140話「四百九十人の容疑者」（1964年）
  - 第356話「その母」（1968年） - 二見
- 七人の刑事（TBS） 
  - 第145話「警官という名の職業」（1967年）
  - 第2シリーズ 第230話「鳩」（1969年）
- 第7の男 第9話「湖上にかける橋」（1969年）
- NHK少年ドラマシリーズ 霧の湖（1974年、NHK総合） - 父・鉄三
- 火曜サスペンス劇場  誘拐の報酬（1981年）
- ねらわれた学園 第4話「対律 TAIRITSU」（1982年） - 教頭先生
- 金曜エンタテイメント せつない探偵 柚木草平の殺人レポート2（1996年12月13日放送、フジテレビ）
- 小早川伸木の恋 第11話「涙の選択」（2006年3月23日放送、フジテレビ）

### 映画
- 吉祥寺夢影（1991年）

### 舞台
- 朗読劇 青山二丁目劇場VoiceFair「天切り松 闇がたり」（2009年） - 関東軍総司令官・鬼頭大将
- 青二塾 アトリエ「ん」スペシャル公演 吉祥寺アニメワンダーランド2015 朗読劇「サボテンの花」（2015年）

### テレビアニメ
1963年
- 鉄腕アトム (アニメ第1作)（有尾人たち）

1965年
- 宇宙少年ソラン

1967年
- ピュンピュン丸（フーマン〈代役〉、殿様、つのだじろう似の男 他）
- 魔法使いサリー（1966年版）（1967年 - 1968年、薬局の主人、巡査、祖父さん）

1968年
- あかねちゃん（草介おじさん）
- ゲゲゲの鬼太郎（第1作）（1968年 - 1969年、子泣きじじい、ぬりかべ）
- サイボーグ009（1968年版）
- 佐武と市捕物控（吉兵衛）

1969年
- アタックNo.1（校長先生 他）
- 巨人の星（1969年 - 1971年）
- タイガーマスク（1969年 - 1971年）
- ハクション大魔王
- もーれつア太郎（1969年 - 1970年）

1971年
- アニメンタリー 決断
- アパッチ野球軍（ザイモク、オケラの父）
- 国松さまのお通りだい（横地）
- ゲゲゲの鬼太郎（第2作）（1971年 - 1972年）
- ルパン三世 (TV第1シリーズ)
- さるとびエッちゃん（1971年 - 1972年）

1972年
- 赤胴鈴之助
- 海のトリトン（ポセイドン、ナレーター）
- 正義を愛する者 月光仮面（サタンの爪）
- デビルマン（1972年 - 1973年）
- 魔法使いチャッピー
- 隆一まんが劇場 おんぶおばけ（留吉）

1973年
- ドラえもん（日本テレビ版）
- ドロロンえん魔くん（1973年 - 1974年、校長 他）
- バビル2世（父 他）
- ワンサくん（ロルフ）

1974年
- アルプスの少女ハイジ（村人）
- 空手バカ一代
- カリメロ（1974年版）（校長）
- 荒野の少年イサム
- 侍ジャイアンツ
- 魔女っ子メグちゃん

1975年
- 一休さん
- 少年徳川家康（今川義元〈2代目〉）

1976年
- キャンディ・キャンディ（スチーブ）
- 大空魔竜ガイキング（ダナオン）

1977年
- アローエンブレム グランプリの鷹（大日方頭取、コーリン・チャップマン）
- おれは鉄兵
- ジェッターマルス（花丸、ボガード、月山老人）
- ルパン三世 (TV第2シリーズ)（1977年 - 1979年）

1978年
- 宇宙海賊キャプテンハーロック（1978年 - 1979年、台羽博士、アイン博士、大田原剛三）
- 銀河鉄道999（メストール、観光長官）
- 女王陛下のプティアンジェ（ミラー、ベイカー）
- 魔女っ子チックル（大山国松、岩田社長）
- キャプテン・フューチャー

1979年
- SF西遊記スタージンガー（ブラダ、星人）
- サイボーグ009（1979年版）（1979年 - 1980年、マスター、大使）
- くじらのホセフィーナ（メルチュウル）
- 日本名作童話シリーズ 赤い鳥のこころ
- 花の子ルンルン

1980年
- 宇宙戦艦ヤマトIII（1980年 - 1981年、ボラー艦長、大統領）
- 釣りキチ三平（釣り人B）
- 燃えろアーサー 白馬の王子（主人、城主）
- 魔法少女ララベル

1981年
- 荒野の呼び声 吠えろバック（マシューソン）
- タイガーマスク二世（スタン・ハンセン）
- 太陽の牙ダグラム（所長）
- ハロー!サンディベル
- 若草の四姉妹（ローレンス）

1982年
- アンドロメダ・ストーリーズ（頭領）
- 銀河旋風ブライガー（ダグラス、タッカー）
- 銀河烈風バクシンガー（ドクター・ディネッセン）
- 少年宮本武蔵 わんぱく二刀流（検分役）

1983年
- 銀河疾風サスライガー（長老）
- キン肉マン（1983年 - 1986年、大会委員長、カナディアンマン、ザ・魔雲天、悪魔将軍、シャイアン酋長、ビッグ・ザ・武道、チカーラ）
- スペースコブラ
- まんが日本史

1984年
- キン肉マン 決戦!!7人の超人VS宇宙野武士（大会委員長）
- 宗谷物語（航海長、田上艦長、北洋丸艦長、永田観測隊員、宗谷船長）
- とんがり帽子のメモル（シンシアのおじさん）

1985年
- 北斗の拳（1985年 - 1987年、カシム、長老、老人） - 2シリーズ

1986年
- ゲゲゲの鬼太郎（第3作）（海爺）

1987年
- エスパー魔美（森沢監督）
- 仮面の忍者 赤影
- 新メイプルタウン物語 パームタウン編（不動産社長）
- ビックリマン（1987年 - 1988年、花咲か仙人、くさび打王、大門魔）
- レディレディ（ウィルソン）

1988年
- キテレツ大百科（1988年 - 1990年、カルマー、住職）
- ドラえもん（テレビ朝日版第1期）（落ち武者、老人）
- ハロー!レディリン（ヘンリー）

1989年
- 悪魔くん（三頭獣）
- シティーハンター3（おじさん）
- 新ビックリマン（天神さま）

1990年
- まじかる☆タルるートくん（1990年 - 1992年、原子のじいや）
- 魔法使いサリー（1989年版）（先代）

1991年
- きんぎょ注意報!（会長）

1994年
- ツヨシしっかりしなさい（署長）
- 七つの海のティコ（声、長老）
- レッドバロン（サムリット）

1996年
- ゲゲゲの鬼太郎（第4作）（1996年 - 1998年、見上げ入道、おじいさん、増本）
- 名探偵コナン（1996年 - 2008年、旗本豪蔵、長門道三、倍賞周平、玉井邦男）

1997年
- 手塚治虫の旧約聖書物語

1998年
- 彼氏彼女の事情（洋之の祖父）
- ドクタースランプ（都会島の校長）

1999年
- ポケットモンスター（シマジオ）
- Bビーダマン爆外伝V（せんにんボン）

2002年
- あずまんが大王（石原先生）
- GetBackers-奪還屋-（ビスコンティ）

2004年
- 攻殻機動隊 S.A.C. 2nd GIG（宇野）

2007年
- 精霊の守り人（ソウヤ）

2011年
- うさぎドロップ（万亀男）

2014年
- 蟲師 続章（薬袋の爺様）

### 劇場アニメ
1969年
- 空飛ぶゆうれい船（警官）
- 長靴をはいた猫
- ひとりぼっち（太陽）

1970年
- 海底3万マイル（海底王）
- 巨人の星 宿命の対決
- タイガーマスク（ゴリラマン）

1971年
- アリババと40匹の盗賊
- どうぶつ宝島（船員）

1972年
- 魔犬ライナー0011変身せよ!（富士観測所員）

1973年
- パンダの大冒険（座長）
- バビル2世 赤ちゃんは超能力者（父）

1979年
- 海のトリトン 劇場版（ポセイドン、ナレーター）

1980年
- 地球へ…（教授）

1982年
- FUTURE WAR 198X年

1984年
- キン肉マン 奪われたチャンピオンベルト（大会委員長）
- キン肉マン 大暴れ!正義超人（大会委員長）

1985年
- キン肉マン 正義超人vs古代超人（大会委員長）
- キン肉マン 逆襲!宇宙かくれ超人（大会委員長）
- キン肉マン 晴れ姿!正義超人（大会委員長）

1986年
- キン肉マン ニューヨーク危機一髪!（大会委員長）
- キン肉マン 正義超人vs戦士超人（委員長）

1987年
- ドラえもん のび太と竜の騎士（地底人A）

1991年
- まじかる☆タルるートくん 燃えろ!友情の魔法大戦（原子の爺や）

1994年
- 三国志 完結編・遥かなる大地（張松）

### OVA
- 銀河英雄伝説（1989年、アル・サレム中将）
- 創竜伝（1992年 - 1993年、デュパン）
- アニメ・アート・ビデオ・コレクション 「ジャックと豆の木」（1993年、老人）
- GATCHAMAN（1994年、アンダーソン長官[30]）

### ゲーム
- ライジング・サン（1992年、弁慶）
- ルパン三世 コロンブスの遺産は朱に染まる（2004年、ドリー・ジョンソン）
- キン肉マン マッスルグランプリMAX（2006年、ザ・魔雲天、黄金のマスク、神様）
- キン肉マン マッスルグランプリ2（2007年、ザ・魔雲天、ビッグ・ザ・武道）
- キン肉マン マッスルグランプリ2 特盛（2008年、ザ・魔雲天、ビッグ・ザ・武道）

### ドラマCD
- アーシアン オーディオ・ドラマ（大叔父）
- The Epic of Zektbach -FRAGMENTS OF ARIA TE'LARIA-（エルネスト）
- CDドラマコレクションズ 三國志（呂伯奢）
- BASTARD!! -暗黒の破壊神- 外伝 四天王邂逅篇 巻之一（D・S側近）
- シャーロック・ホームズ 恐怖の谷(後編)  朗読CD（シャフター〈マクマードの下宿の主人〉）
- 人魚伝 サウンド文学館 パルナス ステレオ・ドラマ

### 吹き替え

#### 映画
- アラン・ドロン/私刑警察（警視総監〈フェオドール・アトキン〉）※テレビ東京版
- 歌えドミニク（クレメンティ神父〈リカルド・モンタルバン〉）
- 女ガンマン/皆殺しのメロディ（ベイリー〈クリストファー・リー〉）
- おもちゃの国のノディ（ビッグイヤー）
- ゴッドファーザー（ドン・ザルキ）※日本テレビ版
- ザ・ニンジャ/復讐の誓い
- シンデレラ・リバティー/かぎりなき愛
- ジャッカルの日（カッソン）※テレビ朝日版（思い出の復刻版ブルーレイに収録）
- スーパーコップ90（マックス・ホリスター〈トニー・ジェイ〉）※テレビ東京版
- ステート・オブ・プレイ〜陰謀の構図〜（ボブ）
- デモン・シード（キャメロン〈ラリー・J・ブレイク〉）
- 007 ゴールドフィンガー（シモンズ〈オースティン・ウィリス〉）※NET版
- バック・トゥ・ザ・フューチャー PART3（酒場の老人2〈ハリー・ケリー・ジュニア〉）※テレビ朝日版（BD＆思い出の復刻版DVD収録）
- ビバリー・ヒルビリーズ/じゃじゃ馬億万長者
- フィールド・オブ・ドリームス（ムーンライト・ドク〈バート・ランカスター〉）
- ブリット（ワイズバーグ〈ロバート・デュヴァル〉）
- ベン・ハー（バルタザール〈フィンレイ・カリー〉）※日本テレビ新録版
- ホーム・アローン（エド〈ビル・アーウィン〉）※ソフト版
- ナイスガイ・ニューヨーク
- マッカーサー ※TBS版
- マッドストーン（バイキン）※TBS版（ソフト収録）
- マイ・ライフ（ビル・イワノヴィッチ〈マイケル・コンスタンティン〉）

#### ドラマ
- 奥さまは魔女 ※TBS版
- 刑事コロンボシリーズ
  - もう一つの鍵（査問官）
  - 別れのワイン（スタイン〈ロバート・エレンスタイン〉）
  - 新・刑事コロンボ 迷子の兵隊（検死官）
- 刑事コジャック ※第109話
- サブリナ（トーマス・フェアチャイルド〈ジョン・ウッド〉）
- ジェシカおばさんの事件簿シリーズ
  - 「クラリネットのすすり泣き」（カール・ターンブル〈エド・ネルソン〉）
  - 「死を招く秘め事の記録」（ベネット〈エドワード・マルヘアー〉）
- ナイトライダー ※第28話
- 新スーパーマン（Lois & Clark：The New Adventures of Superman）（ジョナサン・ケント〈エディー・ジョーンズ〉）
- 特捜班CI-5（アルフィ〈グリン・エドワーズ〉）
- ドクタークイン 大西部の女医物語（ウェブスター判事〈ステイシー・キーチ〉）
- マイアミ・バイス シーズン1 #9 #19

### 特撮
- SFドラマ 猿の軍団（ルザー長官の声）
- がんばれ!!ロボコン（ロボワルの声〈代役〉、ロボカーの声、深川市長の声〈第89話〉）
- 月光仮面（西川＝どくろ仮面）※第5部
- 鉄腕アトム (実写版)（田鷲警部）※第2部、第3部
- ロボット刑事（南北産業専務の声、ロッカーマンの声、ギョライマンの声）
- 快傑ライオン丸（八郎太の仲間の声〈第16話〉）

### CD
- 『キン肉マン 超人大全集（CD）』※セリフのみ
  - 『地獄の山脈（ザ・魔雲天のテーマ）』（ザ・魔雲天）
  - 『キング オブ デビル（悪魔将軍のテーマ）』（悪魔将軍）
  - 『覆面の狩人（ビッグ・ザ・武道のテーマ）』（ビッグ・ザ・武道）

### ラジオドラマ
- 青山二丁目劇場
  - 芥川龍之介作「杜子春」（2007年） - 朗読
  - 佐武と市捕物控（2008年） - 花房屋
  - 三丁目の夕日〜冬編〜（2011年） - 浩一
  - ゴーストライター（2014年） - 糸川秀雄
  - チャンピオンの店（2015年） - 竹山
  - 跡取り息子は今（2015年） - おじいさん
- 通りすがりのレイディ（1983年、新井素子作品） - 安川
- リング（1996年、角川ドラマルネッサンス） - 山村敬

### ナレーション
- リンカーン（TBS）
- 新報道2001（フジテレビ）
- 出没!アド街ック天国（テレビ東京、2000年）
- 日清製粉キカイダーお菓子シリーズCM

### ボイスオーバー
- NHKスペシャル 映像の世紀 第4集「ヒトラーの野望」（NHK総合）
- THE世界遺産（TBS）
- BS世界のドキュメンタリー（NHK-BS1）
- 世界まる見え!テレビ特捜部（日本テレビ）
- 日本人だけが知らない!ワールド謎ベンチャー（TBS）
- コズミックフロント（NHK-BS2）

### 書籍
- 僕らを育てた声 北川米彦編（アンド・ナウの会）

### 歌
- えかきうたムーミン

作詞：丘灯至夫、歌：北川国彦、増山江威子、はせさん治、山田俊司、野村道子

### その他コンテンツ
- Rの法則（NHK Eテレ、2014年6月12日） - ゲスト
- バセット英雄伝 カセットブック（ラオース）
- 京楽 CRぱちんこキン肉マン（悪魔将軍）
- 朝日ソノラマ ソノシート・仮面ライダー「恐怖のくも男」（くも男）
- 朝日ソノラマ ソノシート・素浪人 月影兵庫「危険な道づれ」（忍者）
- 朝日ソノラマ ソノシート・ イナズマン（パイロットの声）
- 朝日ソノラマ ソノラマエース・パピィシリーズ「母をたずねて三千里」（ピエトロ・ロッシ）
- 森永乳業 クリープ「ミルク物語」（名取裕子らと実写出演、1993年）
- 待ッテマシタ!
- 探偵Xからの挑戦状!　Season1・第8回（声の出演）
- 美の巨人たち（声の出演）